# Ultraman Great
Ultraman: Towards The Future (También conocido como Ultraman Great (ウ ル ト ラ マ ン G (グ レ ー ト) Urutoraman Gurēto)) es una serie de televisión tokusatsu producido en 1990 en Australia por South Australian Film Corporation y Japan's Tsuburaya Productions (los creadores del personaje Ultraman). Hubo 13 episodios filmados (en estos episodios crearon 2 películas: Ultraman: The Alien Invasion y Ultraman: The Battle For Earth). En ese momento, Eco-conciencia estaba en un alto, y muchos episodios incluyó temas ambientales. Límite de los tres minutos de Ultraman también se atribuye a la "atmósfera contaminada de la Tierra" en esta versión.
La serie generó una línea de mercancía incluyendo juguetes, cómics y un videojuego.

## Historia
Jack Shindo y Stanley Haggard son miembros de la primera expedición tripulada a Marte, y en el planeta rojo encuentran una babosa monstruo gigante, Goudes / Gudis. De repente, el guerrero gigante, Ultraman, llega y lucha Goudes, pero es derribado por un período. Shindo se fija por un desprendimiento de rocas y Haggard trata de escapar en su nave, pero es volado por Goudes. Es entonces cuando Ultraman se levanta, y cuando él está en el borde de la victoria cambia Goudes en un virus y viaja a la Tierra, donde planea sobre corrompiendo toda la vida, la mutación de otras criaturas en monstruos y despertando las existentes. Necesitando un huésped humano para sobrevivir en la Tierra, Ultraman une con Jack, lo que le permitió convertirse en el poderoso alienígena cuando todo parece perdido. Se une a la Agencia de Usos Múltiples universal, o UMA, con el fin de ayudarles a luchar contra los monstruos.
A mitad de la serie Goudes reaparece, más poderoso que antes. Se encarcela a Ultraman, pero Jack distrae por última instancia mostrándolo la inutilidad de su misión. Incluso si se las arregla para corromper toda la vida, el tiempo habrá nada más para corromper. La distracción permite Ultraman de liberarse y destruir Goudes una vez por todas. Para el resto de la serie de los temas ambientales son más fuertes y los monstruos suelen surgir de la contaminación humana.
En el final de la serie, un escenario apocalíptico comienza con la aparición de tres poderosos monstruos: Kilazee, Kodalar, y la propia Tierra, que trata de acabar con la raza humana para abusar de ella. Ultraman es derrotado por Kodalar, pero Jack sobrevive. En última instancia, los seres humanos utilizan un disco antiguo para destruir Kodalar al reflejar su propia energía en ello y Ultraman derrota Kilazee y lo lleva al espacio, separando Jack de él y él la restauración en la Tierra como un ser humano normal. La victoria es visto como una nueva oportunidad para la raza humana.

## Personajes
UMA (Agencia universal multipropósito)
- Jack Shindo (Dore Kraus) es Ultraman (Great) (Robert Simper y Steve Apps, la voz de Matthew O'Sullivan) - Un astronauta que, en su expedición a Marte, perdió a su compañero Stanley Haggard en una pelea entre Goudes y Ultraman Great, quien, después de derrotar al monstruo (que escapa a la Tierra), se combina con Shindo para ahorrar le sean abandonados en Marte. Después misteriosamente regresar a la Tierra, Shindo une UMA como miembro, aunque su trabajo astronauta fue de alguna manera relacionado con UMA, para ayudar al equipo con la amenaza Goudes, entre otros / calamidades relacionadas con alienígenas monstruo, ya que comparte la psique del Gran. Aunque un poco reacios a combinarse con Gran, como él no le gusta estar constantemente bajo sospecha de sus compañeros de equipo, él no obstante toma esta responsabilidad. Shindo transforma en Ultraman Gran activando el  'Delta Plasma colgante' , que tiene forma de gran luz de advertencia del tiempo del color.

- Jean Echo (Gia Carides) - Una de las dos mujeres miembros de la UMA y una enamorada de Jack Shindo.

- Coronel Arthur Grant (Ralph Cotterill,) - El jefe de la UMA. Cuando el general Brewer llega a la sede de la UMA, Grant impugna mando y triunfos. Grant también sirve como el narrador de la historia.

- Lloyd Wilder (Rick Adams,) - El único miembro de raza negra y el más duro de la UMA. También el miembro más escéptico del equipo, sobre todo cuando se trata de la conducta de Shindo.

- Kim Shaomin (Grace Parr,) - Una chica asiática, una de las dos mujeres miembros de la UMA. Una excelente piloto.

- Charles Morgan (Lloyd Morris,) - Experto científico / técnica de la UMA y el alivio de la comedia del equipo. Tiene una cosa para Jean.

## Episodios
1. Señales de vida
2. El Hibernador
3. El sueño del niño
4. Cazador de la tormenta
5. Maravilla del pasado
6. Arreglo de cuentas
7. El Bosque Guardián
8. Cosecha Amarga
9. Los Biosferinautas
10. Los turistas de las Estrellas
11. Los Sobrevivientes
12. La era de Plagas
13. Justicia

## Transmisión
En Colombia se transmitió en 1993 lo daban los sábados a las 11:30 AM Canal A de Inravision, La serie también se había emitido en Chile por el canal Chilevisión en los años 90.
| Predecesor: Ultraman 80 | Ultraseries 1990 | Sucesor: Ultraman Powered |

- Datos: Q3276126